# 岡寬惠
岡寬惠（日语：／ Oka Hiroe，1971年6月8日—），日本女演員、配音員。出身於東京都江戶川區。身高164cm。O型血。
劇團文學座所屬。東京都立小松川高等學校→堀越高等學校（編入、畢業）。

## 簡介
本名相同，1985年出道至1990年間偶像歌手時期藝名岡谷章子（おかや あきこ），童星出身。
曾經有一段時間離開演藝圈，後來使用本名做為現在藝名，轉行投入聲優、和舞台演員的工作重新回歸演藝圈。

### 來歷、人物
岡寬惠在小學5年級的時候已決定要當演員，於是請求父親替她報名兒童劇團。但是父親嚴格要求她先學業成績通通及格，之後才如以所願加入了向日葵劇團，並以NHK教育電視劇《光明的夥伴》（飾演瑪麗）出道，從此她的演藝生涯正式展開。
1985年10月26日，岡寬惠在「'86 Miss Hair Colon印象女孩大賽」中獲得「準大獎」。並在獲獎後，藝名岡谷章子（おかや あきこ）加入唱片公司Sunmusic，在演藝界出道。雖然，岡寬惠想成為演員，但她也以歌手的身份發行了單曲。
此外，「岡谷章子」這個藝名是當時跟岡寬惠同事務所的前輩松田聖子和岡田有希子2人幫她向占卜師進行占卜的結果所命名。
1988年，岡寬惠在工作結束後搭車的返家途中，被對向一輛無視號誌的汽車撞上。當時她坐在車內的副駕駛座，臉部被20個玻璃碎片刺傷，送醫後雖然進行了多次手術才癒合，但也讓她留下了後遺症。因此，岡寬惠選擇離開演藝界，專注休養。然後在一般證卷公司上班，並獲得英語老師檢定1級的專業證照。
傷勢恢復之後，1995年以研究生身份加入現在所屬的經紀公司——劇團文學座，重新展開她的演藝事業，並改用本名作為現在的藝名使用。之後，岡寬惠以電影《厄夜叢林》負責日語配音、成為她轉行當配音員的出道作。該作品為體現紀錄片真實氛圍，特地選用了經驗少的新人作為配音，岡寬惠因此被錄用。此外，該作品錄音時操作也與普通方式不同，是通過攝像機麥克風給每人分別錄音（對初次配音的岡寬惠來說，當時以為這就是普通的方式）。
岡寬惠以電影《厄夜叢林》踏入配音業界以來，大多參加海外電影、電視影集的日語配音，其中又以凱特·溫斯蕾和格溫妮絲·帕特羅的出演作品擔任配音比較多。而且，她經常爲漫畫英雄的女角色擔當配音，從《蜘蛛人》的瑪麗·簡開始，多次幫漫威漫畫改編電影女主角進行日語配音，包括《夜魔俠》中的艾麗嘉和《鋼鐵人》中的維吉妮雅·波茲。
2019年2月10日，於自身網誌（部落格）表示罹患機能性出聲障礙，宣布休業，目前專注於治療。

## 演出（演員）

### 電影
- 穿越時空的少女 (1983年電影)（1983年公映，岡寬惠名義）－主角芳山和子在18歳時候的妹妹〈芳山良子〉
- 街虹子（1987年）※岡谷章子名義。

### 電視劇
NHK
- 光明的夥伴（日语：明るいなかま）（NHK教育）[注 1]
- 給我一雙翅膀（日语：翼をください (テレビドラマ)）（1988年1月3日）
- 跳駒（1986年）- 岡田浦[5]

日本電視台
- 週二懸疑劇場「目目」（1983年）
- 水手服反逆同盟（1986年－1987年）※岡谷章子名義。

TBS
- POLA電視小說（日语：ポーラテレビ小説）「千春子」（1983年）
- 水戶黃門（日语：水戸黄門 (パナソニック ドラマシアター)） 第17部（日语：水戸黄門 (第14-21部)#第17部） 第19話「懲」（1988年，與C.A.L（日语：C.A.L）共同製作）－阿美代 ※岡谷章子名義。

朝日電視台
- 朝日電視台開台25週年紀念電視劇「鬼來了 棟方志功傳」（1983年）
- 週六WIDE劇場（日语：土曜ワイド劇場） 辻真先婚約旅行殺人事件系列3「三陸海岸婚約旅行殺人事件」（1987年）※岡谷章子名義。
- 大都會25時（日语：大都会25時）（1987年）※岡谷章子名義。
  - 第10話「刑事少女春罠！」
  - 第21話「少女忍寄恐怖夜」
- 光戰隊覆面人 第40話「甦醒吧！愛的旋律」（1987年）※岡谷章子名義。
- 新·懲罰人6（日语：ザ・ハングマン） 第10話「美少女罠（1987年）－小倉直美※缺號（日语：欠番）對待
- 超獸戰隊生命人 第34話「從未來奔至現在之戀」（1988年）※岡谷章子名義。
- 無賴刑事純情派 第1系列（日语：はぐれ刑事純情派#第1シリーズ（1988年）） 第16話「女歌手是殺人兇手？」（1988年，與東映共同製作－廣田幸子
- 週二SUPER WIDE（日语：火曜スーパーワイド）「富士山」（1988年）

其它電視台
- 週五女性電視劇特輯（日语：金曜女のドラマスペシャル）「青犠牲」（1986年，富士電視台）※岡谷章子名義。

### 舞台

#### 劇團公演
- 啊?! 那就是問題啊
- 華岡青洲之妻（日语：華岡青洲の妻）
- 無法飛翔的金絲雀之歌
- 之雲
- 基度山恩仇記
- 老闆
- 毒香
- 長崎漫步曲（日语：#舞台（2008年）長崎ぶらぶら節#舞台（2008年））
- 怪談 牡丹燈籠

#### 外部演出
- 國語元年（日语：國語元年）（小松座）
- 怒返（地人會）
- 來到冰屋（新國立劇場）
- 偶然的音樂（日语：偶然の音楽）（世田谷公共劇場）
- 音楽劇 三文錢的歌劇（世田谷公共劇場）
- 管弦樂團Nipponica（日语：オーケストラ・ニッポニカ） 第16回演奏會「雙子之星」（解說）
- 用明天皇職人鑑（日语：用明天皇職人鑑）（巢林舎）
- 津國女夫池（巢林舎）
- 曾我会稽山（巢林舎）
- （蒲田演劇工場）
- 音樂劇 山彥物語（山彥之会）

## 演出（配音員）

### 電視動畫
2003年
- 一騎當千（陳宮公台、關羽雲長[注 2]）

2004年
- 最遊記RELOAD GUNLOCK（紅玉）

2006年
- 內閣權力犯罪強制取締官 財前丈太郎（日语：内閣権力犯罪強制取締官 財前丈太郎）（蕾拉·福斯特）

2008年
- 假面男僕（津拉拉）
- 海螺小姐 開播40周年紀念特級「母親的故鄉」（伊豆美）

2010年
- 鋼鐵人 (2010年MADHOUSE動畫（日语：アイアンマン (2010年のアニメ)）)（小辣椒）
- 逆轉監督（藤澤桂、食堂大嬸）

### 電影動畫
2019年
- PSYCHO-PASS Sinners of the System Case.1 罪與罰（辻飼羌香[10]）

### OVA
2013年
- 鋼鐵人：噬甲病毒崛起（小辣椒）

### 遊戲
2002年
- 暗雲編年史（艾納）

2007年
- Microsoft Flight Simulator X（日语：Microsoft Flight Simulator X）

2008年
- 極速快感：臥底風雲（チェイス）

2009年
- 假面男僕 搖晃大混戰（津拉拉）
- 詹姆士龐德：量子危機（慧絲柏·蓮）

2010年
- 一騎當千 XROSS IMPACT（陳宮公台）[注 3]

2011年
- SOCOM 4: U.S. Navy SEALs（奧拉克兒）

2014年
- 混沌之環3 前傳三部曲（露易莎[11]）

2016年
- 一騎當千 StraightStriker（陳宮公台）[注 4]

### 外語配音

#### 演員
蘿絲·拜恩
- 末日預言（Diana Wayland）
- 惡鄰纏身系列（Kelly Radner）
  - 惡鄰纏身
  - 惡鄰纏身2

克斯汀·鄧斯特
- 蜘蛛人系列（瑪莉·珍·華生）
  - 蜘蛛人[12]
  - 蜘蛛人2
  - 蜘蛛人3 ※劇院公映版。

凱瑟琳·海格
- 27件禮服的秘密（Jane Nichols'）
- 盛大婚禮（Lyla Griffin）
- 甜蜜地獄之家（Mona Champagne）
- 圈套（英语：The Ringer (2005 film)）（Lynn Sheridan）
- 副作用（英语：Side Effects (2005 film)）（Karly Hert'）

克莉絲汀娜·韓翠克絲
- 急診室的春天 (第8季)（Joyce Westlake）
- 凱特的慾望日記（Allison Henderson）
- 我們所知道的生活（Alison Novak）
- 廣告狂人（Joan Holloway）

米拉·喬沃維奇
- 3D劍客聯盟：雲端之戰（米拉迪）※朝日電視台版。
  - 惡靈古堡系列（艾莉絲·阿勃納西）
    - 惡靈古堡 ※富士電視台版[注 5][13]。
    - 惡靈古堡2：啟示錄 ※富士電視台版。
    - 惡靈古堡3：大滅絕 ※朝日電視台版
    - 惡靈古堡4：陰陽界 ※朝日電視台版[14]
    - 惡靈古堡5：天譴日 ※朝日電視台版[15]

黛安·克魯格
- 貝多芬未緣曲（Anna Holtz）
- 沙漠神兵（英语：Forces spéciales）（Elsa Casanova）※MOD版。
- 特洛伊：木馬屠城（Helen）※朝日電視台版。
- 狙擊陌生人（Gina）

艾麗·拉特
- 惡靈古堡系列（克蕾兒·雷德菲爾）
  - 惡靈古堡3：大滅絕 ※劇院公映版。
  - 惡靈古堡4：陰陽界 ※劇院公映版。
  - 惡靈古堡：最終章 ※劇院公映版[16]。

蜜雪兒·摩納漢
- 不可能的任務系列（Julia Meade）
  - 不可能的任務3 ※劇院公映版。
  - 不可能的任務：鬼影行動
  - 不可能的任務：全面瓦解[17]

布麗姬·穆娜
- 機械公敵（Susan Calvin博士）※富士電視台版。
- 軍火之王（Ava Fontaine）
- 玩命記憶（英语：Unknown (2006 film)）（Eliza Coles）

格溫妮絲·帕特羅
- 真愛大吐槽（英语：The Anniversary Party）（Skye Davidson）
- 神鬼大盜（Johanna Mortdecai）
- 漫威電影宇宙（Virginia "PEPPER" Potts）
  - 復仇者聯盟
  - 復仇者聯盟3：無限之戰
  - 鋼鐵人系列
    - 鋼鐵人 ※劇院公映版。
    - 鋼鐵人2 ※劇院公映版。
    - 鋼鐵人3

  - 蜘蛛人：返校日[18]

莎莉·賽隆
- 西雅圖聖戰（英语：Battle in Seattle）（Ella）
- 天羅盜網（Stella Bridger）
- 神鬼莫測（英语：Reindeer Games）（Ashley Mercer）※影碟版。
- 步步危機（英语：Trapped (2002 film)）（Karen Jennings）

妮奧米·瓦兹
- 鳥人（Lesley Truman）
- 靈異豪宅（Ann Patterson）
- 浩劫奇蹟（Maria Bennett）
- 黑暗金控（英语：The International (2009 film)）（Eleanor Whitman）
- 樹之海（Joan Brennan）
- 青春倒退嚕（Cornelia Schrebnick）

凱特·溫斯蕾
- 國王人馬（英语：All the King's Men (2006 film)）（Anne Stanton）
- 躁爸爸狂媽媽（Nancy Cowan）
- 分歧者（Jeanine Matthews）
- 尋找新樂園（Sylvia Llewelyn Davies）
- 身為人母（Sarah Pierce）
- 讀愛（Hanna Schmitz）
- 鐵達尼號（Rose DeWitt Bukater）※富士電視台新版。

#### 電影
- 八美圖（凱瑟琳〈露德溫·塞尼耶〉）
- 超完美殺手（英语：A Company Man）（劉美妍〈李美妍〉）
- 卑劣的街頭（英语：A Dirty Carnival）（賢珠〈李寶英〉）
- 伊朗式分居（絲敏〈蕾拉·哈塔米〉）
- 天龍特攻隊（克瑞莎·索薩上尉〈潔西卡·比爾〉[19]）
- 蘭花賊（卡羅琳·康寧漢〈瑪姬·吉倫荷〉）
- 婚禮之後（英语：After the Banquet (film)）（璇珠）
- 異獸戰2（達西·班森〈琪拉·霍斯達爾（英语：Chelah Horsdal）〉）
- 孤膽義俠（英语：Alone in the Dark (2005 film)）
- 神鬼任務（英语：The Art of War (film)）（Julia Fang〈Marie Matiko〉）※朝日電視台版。
- 美麗新世界2：女王任務（英语：Asterix & Obelix: Mission Cleopatra）（克麗奧佩脫拉〈蒙妮卡·貝露琪〉）
- 澳大利亞 (2008年電影)（Lady Sarah Ashley〈妮可·基嫚〉）
- 拳神傳說（日语：拳神 KENSHIN）（Erika〈梁詠琪〉）
- 代孕媽媽（英语：Baby Mama (film)）（Katherine "Kate" Holbrook〈蒂娜·菲〉）
- 回到未來III（Jennifer Parker〈伊莉莎白·蘇〉）※日本電視台版。
- 鬼潛艇（英语：Below (film)）（Claire Paige〈Olivia Williams〉）※東京電視台版。
- 碧海藍天（Johana Baker〈羅珊娜·艾奎特〉）※東京電視台版。
- 絕地奶霸：唬父無犬子（英语：Big Mommas: Like Father, Like Son）（Gail Fletcher〈Ana Ortiz〉）
- 黑色大理花懸案（Elizabeth Short／Black Dahlia〈米雅·柯許納〉）
- 恐懼黑屋（日语：黒い家#韓国版）（梨花〈裕善〉）
- 銀翼殺手 (最终剪輯版)（瑞秋〈辛·楊〉）※THE CINEMA（日语：ザ・シネマ）版。
  - 銀翼殺手2049
- 厄夜叢林（Heather Donahue〈Heather Donahue〉）
- 破碎的擁抱（Magdalena "Lena" Rivas〈佩內洛普·克魯兹〉）
- 名嘴大丈夫（英语：Cadillac Man）（Donna〈Annabella Sciorra〉）※東京電視台版。
- 濃情威尼斯（英语：Casanova (2005 film)）（Francesca Bruni〈絲安娜·美娜〉）
- 異底洞（英语：The Cave (2005 film)）（Katheryn Jannings〈琳娜·海莉〉）
- 玩咖尬宅爸（英语：The Change-Up）（Sabrina McKay〈奧利維亞·魏爾德〉）
- 愛情不歸路（英语：Chicago Joe and the Showgirl）（Joyce Cook〈派西·肯塞特〉）
- 命運好好玩（Donna Newman〈凱特·貝琴薩〉）
- 巔峰戰士（英语：Cliffhanger (film)）（Jessie Deighan〈Janine Turner〉）※BS JAPAN版。
- 冷山（Ada Monroe〈妮可·基嫚〉）※東京電視台版。
- 康斯坦汀：驅魔神探（Angela Dodson／Isabel Dodson〈麗素·慧絲〉）※朝日電視台版。
- 危險性遊戲3（Cassidy Merteuil〈Kristina Anapau〉）
- 心動（英语：Daddy-Long-Legs (2005 film)）（金志英〈申伊〉）
- 夜魔俠（幻影殺手〈Jennifer Garner〉）
- 黑暗騎士（瑞秋·道斯〈Maggie Gyllenhaal〉[20]）※朝日電視台版。
- 紅色玫瑰：愛倫的日記（英语：The Diary of Ellen Rimbauer (miniseries)）（Ellen）
- 不簡單的任務（英语：The Dish）
- 雙重間諜（英语：Double Agent (2003 film)）（尹秀美〈高素榮〉）
- 猛龍（游靜〈李冰冰〉）※DVD版。
- 生死極速（英语：Driven (2001 film)）（Sophia Simone〈艾斯黛拉·沃倫〉）※影碟版。
- 天堂邊緣（英语：The Edge of Heaven (film)）（Charlotte "Lotte"〈Patrycia Ziolkovska〉）
- 禁慾（英语：Elegy (film)）（Consuela Castillo〈Penélope Cruz〉）
- 幻影殺手（Elektra Natchios〈Jennifer Garner〉）
- 驅魔人前傳（Sarah〈依莎貝拉·絲科魯波〉）
- 阿黛拉的非凡冒險（Adèle Blanc-Sec〈Louise Bourgoin〉）
- 人獸戰（Tuffy〈克麗絲塔·艾倫〉）
- 重罪秘辛（英语：Felon (film)）（Laura Porter〈Marisol Nichols〉）
- 致命女郎（英语：Femme Fatale (2002 film)）（Veronica〈Rie Rasmussen〉）※朝日電視台版。
- 關鍵時刻（Ethne Eustace〈凱特·哈德森〉）※東京電視台版。
- 聖誕老兄（英语：Fred Claus）（Wanda Blinkowski〈Rachel Weisz〉）
- 佛萊迪大戰傑森之開膛破肚（Monica Keena〈Lori Campbell〉）※DVD版。
- 正面全裸（英语：Full Frontal (film)）（Linda〈Mary McCormack〉）
- 大開殺戒（英语：Get Carter (2000 film)）（〈蘿娜·米莎〉）※東京電視台版。
- 特種部隊：眼鏡蛇的崛起（史嘉蕾（英语：Scarlett (G.I. Joe)）〈瑞秋·尼科爾斯〉）
- 海防最前線（英语：The Guardian (2006 film)）（艾米麗·托馬斯〈梅麗莎·賽格米勒（英语：Melissa Sagemiller）〉）
- 人魔（克莉絲·史黛琳（英语：Clarice Starling）〈茱莉安·摩爾〉）※Netflix版。
- 破天慌（Alma Moore〈柔伊·黛絲香奈〉）
- 熱血高速（Alex Farrow〈Andrea Roth〉）※東京電視台版。
- 殺手47（Nika Boronina〈歐嘉·柯瑞蘭寇〉）
- 記憶斷層（Clair〈莎拉·波莉〉）
- 致命ID（Paris〈阿曼達·皮特〉）※DVD版。
- 玩酷子弟（英语：Igby Goes Down）（Rachel〈阿曼達·皮特〉）
- 橙衣夢想（英语：In Orange）（Sylvia van Leeuwen〈Wendy van Dijk〉）
- 星際穿越（Murphy "Murph" Cooper〈傑西卡·查斯坦〉）
- 詹姆士·龐德系列
  - 詹姆士·龐德大戰皇家賭場（Vesper Lynd〈Eva Green〉）※影碟版。
  - 詹姆士·龐德：勇破鑽石黨（蒂凡尼·凱斯（英语：Tiffany Case）〈吉爾·聖約翰〉[21]）※影碟版。
  - 詹姆士·龐德：空降危機（塞維琳（英语：Sévérine）〈貝荷妮絲·瑪赫洛〉[22]）
- JSA安全地帶（張蘇菲〈李英愛〉）※影碟版。
- 鴻孕當頭（Vanessa Loring〈Jennifer Garner〉）
- 史前巨鱷：最终章（英语：Lake Placid: The Final Chapter）（Sheriff Theresa Giove〈Elisabeth Röhm〉）
- 律政俏佳人（Vivian Kensington〈莎瑪·布萊兒〉）※DVD版。
- 小孩好黑（英语：Little Man (2006 film)）（Vanessa Edwards〈凱莉·華盛頓〉）
- 英雄本色（Natasha Sax〈Olga Kurylenko〉）
- 遇見比爾（英语：Meet Bill）（Lucy〈潔西卡·艾芭〉）
- 嗜血狂鯊（Emma MacNeil〈黛比·吉布森〉）
- 風情媽咪俏女兒（英语：Mermaids (1990 film)） ※東京電視台版。
- 莫扎特和鲸魚（英语：Mozart and the Whale）（Isabelle "Izzy" Sorenson〈蕾達·蜜雪兒〉）
- 不可能的任務3（Julia Meade〈蜜雪兒·摩納漢〉）※劇院公映版。
- 不可能的任務：鬼影行動（Julia Meade〈蜜雪兒·摩納漢〉）
- 比悲傷更悲傷的故事（Cream〈李寶英〉）
- 神鬼傳奇2（Meela Nais／安赫·塞·娜蒙〈帕翠西婭·維拉奎兹〉）※影碟版。
- 慕尼黑（Daphna Kaufman〈Ayelet Zurer〉）
- 國家寶藏
- 網路驚魂2.0（Hope Cassidy〈Nikki DeLoach〉）
- 靈界替身（英语：The New Daughter）（Cassandra Parker〈Samantha Mathis〉）
- 決戰夜（英语：Night Watch (2004 film)）（Svetlana〈Maria Poroshina〉）
- 忍者刺客（Mika Coretti〈娜奧米·哈里斯〉）
- 挪亞方舟（Naameh〈珍妮佛·康納莉〉）
- 約翰連儂：不羈前傳（茱莉亞·列儂〈Anne-Marie Duff〉）
- 遺落戰境（Victoria "Vika" Olsen〈安德麗亞·瑞斯波羅格〉[23]）
- 歐吉桑卡好（Vicki Greer〈凱莉·普雷斯顿 〉）
- 截殺戰將（英语：Out for a Kill）（Tommie Ling〈Michelle Goh〉）
- 再生殺手（英语：Painkiller Jane (film)）（Jane Elizabeth Browning〈Emmanuelle Vaugier〉）
- 一戰往事（Sylvia Tietjens〈麗貝卡·豪爾〉）
- 戰地琴人（Dorota〈艾米麗雅·福克斯〉）
- 決戰猩球 (2001年電影)（Daena〈Estella Warren〉[24]）※影碟版。
- 鯊魚星球 (2016年電影)（Roy Shaw〈Lindsay Sullivan〉）
- 她的私密日記（英语：The Private Lives of Pippa Lee）（Sandra Dulles〈薇諾娜·瑞德〉）
- 國定殺戮日：大選之年（Charlie Roan〈Elizabeth Mitchell〉）
- 陽光普照（英语：Purple Noon）（Marge Duval〈Marie Laforêt〉）※東京電視台版。
- 超世紀戰神（英语：Ra.One）（Sonia S. Subramanium〈卡琳娜·卡浦爾〉）
- 熱血回歸（Sarah Miller〈朱莉·本茨〉）※東京電視台（特別篇）版。
- 雷之心靈傳奇（Della Bea Robinson〈Kerry Washington〉）
- C.I.A.追緝令（英语：The Recruit）
- 赤壁系列（小喬〈林志玲〉[25]）
  - 赤壁
  - 赤壁2
- 火焰末日（Alex Jensen〈Izabella Scorupco〉）
- 神鬼莫測（Ashley Mercer〈查理茲·塞隆〉）※影碟版。
- 衝擊之路（英语：Reservation Road）（Ruth Wheldon〈米拉·索維諾〉）※DVD版。
- 尖峰時刻3：巴黎打通關（Shy Shen〈Noémie Lenoir〉）
- 奪魂鋸2（Addison Corday〈Emmanuelle Vaugier〉）
- 疤面煞星（Gina Montana〈Mary Elizabeth Mastrantonio〉）※DVD版。
- 衝出封鎖線4（Zoe Jelani〈Aurélie Meriel〉）
- 談情共舞（Paulina〈珍妮弗·洛佩兹〉）※日本電視台版。
- 夏培的星光大道（Amber Lee Adams〈Cameron Goodman〉）
- 史密斯先生（Donna Quintano〈Monica Bellucci〉）
- 隱藏曲目（英语：Sky Fighters）（Ipod〈Jean-Baptiste Puech〉[26]）
- 閃靈俠（英语：The Spirit (film)）（Lorelei Rox〈潔米·金〉）
- 星際爭霸戰（Amanda Grayson〈Winona Ryder〉）
- 親切的金子（李金子〈李英愛〉）
- 超人 (1978年電影)（露薏絲·蓮恩〈馬戈迪·基德爾〉）※朝日電視台新錄製版。
- 甜蜜的強暴我（英语：Tape (film)）（Amy Randall〈烏瑪·瑟曼〉）
- 魔鬼終結者3（T-X〈克麗絲汀娜·羅肯〉）※劇場公映、影碟版。
- 三國之見龍卸甲（曹嬰〈Maggie Q〉）
- 重返德軍總部 (2005年電影)（Claire Trifoli上尉〈Catherine Dent〉）
- 極速酷客（英语：Torque (film)）（Shane〈Monet Mazur〉）
- 攔截記憶碼（Lori Quaid〈Kate Beckinsale〉[27]）
- 玩命快遞2（Audrey Billings〈琥珀·瓦萊塔〉）※影碟版。
- 汪洋血迷宫（Jess〈Melissa George〉）
- 絕點緝兇（Veronica〈Ayelet Zurer〉）
- 貼身情人（英语：Two Weeks Notice）（June Carver〈Alicia Witt〉）
- 魔鬼遊戲（英语：The Weight of Water (film)）（Maren Hontvedt〈Sarah Polley〉）
- 女巫不該讓男人流淚（英语：Witching & Bitching）（Eva〈Carolina Bang〉）
- 明日定律（Bainsley〈Mélanie Thierry〉）

#### 電視影集
- 毋庸置疑（英语：Above Suspicion (TV series)）（Anna Travis〈凱莉·雷利〉）
- 大偵探波洛 (第13季)（Sally Legge〈Emma Hamilton〉）
- 大物（徐惠琳〈高賢廷〉）
- 富翁的誕生（李信美〈李寶英〉）
- 火線警告（Rebecca Lang〈克麗絲汀娜·羅肯〉）
- 靈書妙探（Meredith）
- 穿越平行世界（英语：Charlie Jade）（Reena〈Patricia McKenzie〉）
- CSI犯罪現場：邁阿密 (第10季)（Anita Torres）
- CSI犯罪現場：紐約（第4季：Nova、第6季：Aubrey Hunter〈Mädchen Amick〉）
- 海盜王國（Selima El Sharad〈雅絲敏·艾瑪斯利〉）
- 美女上錯身（Vanessa Hemmings〈Jaime Ray Newman〉）
- 奇異果女孩（Lorelai Gilmore〈Lauren Graham〉）
- 「法」妻（Reins）
- 綠葉家族（英语：Greenleaf (TV series)）（Kerissa Greenleaf〈Kim Hawthorne〉）※Netflix版。
- 絕不認輸（李恩在〈崔智友〉）
- 檀島警騎2.0（Rachel〈Claire van der Boom〉）
- 國土安全（Carrie Mathison〈克萊兒·丹妮絲〉）
- 對不起，我愛你（文智英）
- 菊熙（日语：クッキ 〜菊熙〜）（孫新英〈鄭善敬〉）
- 法網遊龍：犯案動機（英语：Law & Order: Criminal Intent）（Kathryn Dwyer）
- 法律與秩序：特殊受害者（Victorian Craft）
- 李祘（和緩翁主〈成賢娥〉）
- 少年魔法師梅林（摩高斯〈米歇爾·雷恩〉）
- 珍·瑪波 (第3季)（Elvira）
- 擁抱太陽的月亮（張綠英〈全美善〉）
- Mortified（英语：Mortified）（Palmer老師）
- 莫德克事件簿（英语：Murdoch Mysteries）（Marie Anne McConnel）
- 尼基塔（Helen "Amanda" Collins〈Melinda Clarke〉）
- 數字搜查線（Robin〈Michelle Nolden〉）
- 聖殿春秋（英语：The Pillars of the Earth (miniseries)）（Aliena〈海莉·阿特維爾〉）
- 善德女王（美室〈高賢廷〉）
- 代班（英语：The Replacement (TV series)）（Ellen Rooney〈Morven Christie〉）
- 神鵰俠侶（黃蓉〈孔琳〉）
- 慾海醫心 (第3季)（Lina Green）
- 星夢奇緣（李燕怡〈崔真實〉）※電視播出版。
- 明星的戀人（李瑪麗〈崔智友〉）
- 星艦前傳（佐藤星（英语：Hoshi Sato）〈琳達·朴〉）[注 6]
- 新進社員（徐賢雅〈李昭娟〉）
- 超自然檔案（Naomi）
- 幽浮入侵（英语：Taken (miniseries)）（Amelia Keys〈Julie Ann Emery〉）
- 和你在一起（桂蘭）
- 熱血警探（英语：Touching Evil (U.S. TV series)）（Susan Branca〈韋娜·法米加〉）
- 神秘召喚（Meredith Davies〈Jessica Collins〉）
- 臥底（英语：UC: Undercover）（Alex Cross〈Vera Farmiga〉）
- 反恐特勤隊 (第4季)（英语：The Unit）（Bridget Sullivan〈Nicole Steinwedell〉）
- 拉斯維加斯往事（凱瑟琳·奧康奈爾〈凱莉-安·摩絲〉）

#### 動畫
- 野蠻任務（布里奇特〈吉妮·加羅法洛（英语：Janeane Garofalo）〉）

### 廣播節目
- 有希子、章子、麻里（日语：水谷麻里）夜遊！（1985年10月13日－1986年4月6日，日本放送）[注 7]
- MARI NORI AKI（1986年4月13日起參加，日本放送）[注 8]

## 音樂作品
Sunmusic與小學館音樂數位娛樂出版，Victor Entertainment發售。

### 單曲
| 單曲名稱（日文名稱） | 發行日期     | 規格編號 | 收錄歌曲 | 樂曲製作                          | 商業搭配                                          | 備註         |
| -------------------- | ------------ | -------- | -------- | --------------------------------- | ------------------------------------------------- | ------------ |
| 衝擊 （）            | 1987年3月1日 | KV-3079  | 01.      | 作詞：岩里裕穗 作曲、編曲：邦河內 | OVA動畫〈Rumic World〉第3作《微笑標的》片尾主題曲 | 岡谷章子名義 |
| 衝擊 （）            | 1987年3月1日 | KV-3079  | 02. Be   | 作詞：保科幸雄 作曲、編曲：邦河內 | OVA動畫〈Rumic World〉第3作《微笑標的》劇中插入歌 | 岡谷章子名義 |

## 腳註

## 外部連結
- Heebow's （页面存档备份，存于） （日語）－岡寬惠的官方個人網站。
- Heebow's Blog （页面存档备份，存于） （日語）－岡寬惠的官方個人部落格。
- 文學座公式官網的資歷簡介 （页面存档备份，存于） （日語）